# Jeppe Clemedtson
Jeppe Clemedtson, född 26 juni 1885 i Hällaryds församling, Blekinge län, död där 3 januari 1964, var en svensk lantbrukare och riksdagsman (högerpolitiker).
Clemedtson var lantbrukare i Trensum. Han var ledamot av riksdagens första kammare från 1924, invald i Blekinge läns och Kristianstads läns valkrets.